# 現在まで継続的に人が居住する都市の一覧
この一覧は、人が現在にいたるまで継続的に居住している都市を年代が古い順に並べたものである。「都市」の要件としては人の定住、政治・行政・商業・交通・インフラの発展が挙げられる。

したがって以下のものはこのリストに含まれない。
- 単に人が住む家屋の集合した状態である集落（人類最古の農業の例で知られるテル・アブ・フレイラなど）
- 自然災害や異民族の侵入により破壊または放棄された都市（火山噴火により壊滅したポンペイなど）

## 旧世界
旧世界とはアフロ・ユーラシア大陸（ヨーロッパ・アジア・アフリカ）及びこれらの周辺島嶼部のことである。
| 都市           | 地域・起源          | 国                              | 地方                     | 年代・時代                    | 備考 |
| -------------- | ------------------- | ------------------------------- | ------------------------ | ----------------------------- | --- |
| ダマスカス     | レバント            | シリア                          |                          | 銅器時代                      | 発掘調査によれば紀元前10000年から紀元前8000年にまで居住が遡る、紀元前1400年頃までは重要な都市とはみなされていなかった          |
| エリコ         | レバント            |                                 | ヨルダン川西岸地区       | 銅器時代 （紀元前3000年）     | 居住形跡は紀元前9000年前にまで遡る                                                                                             |
| ビブロス       | レバント            | レバノン                        |                          | 銅器時代 （紀元前5000年）     | 居住は新石器時代にまで遡る |
| サイダ         | レバント            | レバノン                        |                          | 紀元前4000年                  | 新石器時代（紀元前6000年から紀元前4000年）頃から居住が始まった可能性がある                                                     |
| ファイユーム   | 下エジプト          | エジプト                        |                          | 紀元前4000年                  | |
| ガズィアンテプ | アナトリア          | トルコ                          | 南東アナトリア地方       | 紀元前3650年                  | |
| レイ           |                     | イラン                          |                          | 紀元前3000年                  | ゾロアスター教のアヴェスターに聖地として記載され、トビト記にも登場する                                                         |
| ベイルート     | レバント            | レバノン                        |                          | 紀元前3000年                  | |
| エルサレム     | レバント            | イスラエル （パレスチナ自治区） |                          | 紀元前2800年                  | |
| ティルス       | レバント            | レバノン                        |                          | 紀元前2750年                  | |
| アルビール     | メソポタミア        | イラク                          | クルディスタン地域       | 紀元前2300年                  | |
| キルクーク     | メソポタミア        | イラク                          | タミーム県               | 紀元前3000年から 紀元前2200年 | |
| ヤッファ       | レバント            | イスラエル                      |                          | 紀元前2000年                  | 紀元前7500年前から居住していた                                                                                                 |
| アレッポ       | レバント            | シリア                          |                          | 紀元前2000年                  | |
| バルフ         | バクトリア          | アフガニスタン                  | バルフ州                 | 紀元前1500年                  | バクトリアにおいては最古の都市である                                                                                           |
| ヘブロン       | レバント            |                                 | ヨルダン川西岸地区       | 紀元前1500年                  | |
| ハニア         |                     | ギリシャ                        | クレタ島                 | 紀元前1400年                  | ミノア文明の都市 |
| ラルナカ       | Alashiya            | キプロス                        |                          | 紀元前1400年                  | ミケーネ文明の都市、その後フェニキア人の植民地となる                                                                           |
| テーベ         | ミケーネ文明        | ギリシャ                        | ボイオーティア           | 紀元前1400年                  | ミケーネ文明の都市 |
| アテネ         | ミケーネ文明        | ギリシャ                        | アッティカ               | 紀元前1400年                  | ミケーネ文明の都市 |
| アルゴス       | ミケーネ文明        | ギリシャ                        |                          | 紀元前1200年以前              | |
| トリカラ       | ミケーネ文明        | ギリシャ                        | テッサリア               | 紀元前1200年以前              | |
| ハルキス       | ミケーネ文明        | ギリシャ                        |                          | 紀元前1200年                  | |
| リスボン       | イベリア半島        | ポルトガル                      |                          | 紀元前1200年                  | 銅器時代から人が居住していた                                                                                                   |
| カディス       | イベリア半島        | スペイン                        | アンダルシア             | 紀元前1100年                  | フェニキア人によって築かれた。イベリア半島において（おそらく南西ヨーロッパにおいても）、人が現在まで継続的に居住する最古の都市 |
| パトラ         | ミケーネ文明        | ギリシャ                        |                          | 紀元前1100年                  | Patreusによって築かれた |
| ワーラーナシー |                     | インド                          | ウッタル・プラデーシュ州 | 紀元前1200年から紀元前1000年  | Painted Grey Ware cultureが栄えた頃                                                                                            |
| 西安市         |                     | 中国                            | 陝西省                   | 紀元前1100年                  | |
| キオス         |                     | ギリシャ                        | 北エーゲ                 |                               | |
| ガザ           | レバント            |                                 | ガザ地区                 | 紀元前1000年                  | 紀元前5000年の頃より人が居住した形跡があるが、継続的には紀元前3000年からといわれている                                         |
| ミティリーニ   | レスボス島          | ギリシャ                        | 北エーゲ                 | 紀元前10世紀                  | |
| アヌラーダプラ | ラジャラタ          | スリランカ                      | 北中部州                 | 紀元前10世紀                  | |
| プーラ         | イストリア半島      | クロアチア                      |                          | 紀元前10世紀                  | 都市が成立した年代について議論あり                                                                                             |
| ザダル         | Liburnia            | クロアチア                      |                          | 紀元前9世紀                   | 都市が成立した年代について議論あり                                                                                             |
| ニン           | Liburnia            | クロアチア                      |                          | 紀元前9世紀                   | 都市が成立した年代について議論あり                                                                                             |
| ナポリ         | マグナ・グラエキア  | イタリア                        |                          | 紀元前8世紀                   | |
| ハマダーン     | メディア王国        | イラン                          |                          | 紀元前8世紀                   | |
| エレバン       | ウラルトゥ          | アルメニア                      |                          | 紀元前8世紀                   | |
| ウッジャイン   | マールワー          | インド                          |                          | 紀元前8世紀                   | アヴァンティ国の紀元前7世紀頃栄えた                                                                                            |
| ローマ         | ラティウム          | イタリア                        | ラツィオ州               | 紀元前753年                   | 人の居住は紀元前1000年頃に始まっている、パラティーノは紀元前9世紀頃まで遡る                                                    |
| メッシーナ     |                     | イタリア                        | シチリア                 | 紀元前8世紀                   | |
| シラクサ       |                     | イタリア                        | シチリア                 | 紀元前734年                   | ギリシャのコリントスの植民地                                                                                                   |
| レッジョ       | マグナ・グラエキア  | イタリア                        | カラブリア州             | 紀元前720年                   | |
| クロトーネ     | マグナ・グラエキア  | イタリア                        | カラブリア州             | 紀元前710年                   | |
| ターラント     | マグナ・グラエキア  | イタリア                        | プッリャ州               | 紀元前706年                   | |
| ケルキラ       | ケルキラ島          | ギリシャ                        | イオニア諸島             | 紀元前700年                   | |
| サマルカンド   | ソグディアナ        | ウズベキスタン                  |                          | 紀元前700年                   | |
| イスタンブール | アナトリア トラキア | トルコ                          |                          | 紀元前685年 紀元前667年       | |
| ドゥラス       | イリュリア          | アルバニア                      |                          | 紀元前627年                   | |
| マルセイユ     | ガリア              | フランス                        |                          | 紀元前600年                   | ギリシャの都市ポカイアの植民地                                                                                                 |
| ヴァルナ       | トラキア            | ブルガリア                      | 黒海沿岸                 | 紀元前585年から 紀元前570年   | ミレトスの人々によって築かれた                                                                                                 |
| カヴァラ       | マケドニア          | ギリシャ                        |                          | 紀元前6世紀                   | |
| エデッサ       | マケドニア          | ギリシャ                        |                          | 紀元前6世紀以前               | |
| マンガリア     | ダキア              | ルーマニア                      |                          | 紀元前8世紀                   | |
| コンスタンツァ | ダキア              | ルーマニア                      |                          | 紀元前6世紀                   | |
| マントヴァ     | ポー平原            | イタリア                        | ロンバルディア州         | 紀元前6世紀                   | 村は紀元前2000年から存在し、紀元前6世紀にエトルリア人の都市となった                                                            |